# Zingiber nimmonii
Zingiber nimmonii är en enhjärtbladig växtart som först beskrevs av John Graham, och fick sitt nu gällande namn av Nicol Alexander Dalzell. Zingiber nimmonii ingår i släktet Zingiber och familjen Zingiberaceae. Inga underarter finns listade i Catalogue of Life.